# يان شيشان
يان شيشان (بالصينية: 阎锡山) (و. 1883 – 1960 م)
|عنوان=صفحة يان شيشان في National Thesaurus for Author Names identifier
|عمل=NTA
| تاريخ الوصول = 18 يناير 2019 
}}</ref> هو سياسي من سلالة تشينغ الحاكمة، ولد في شينتشو، كان عضوًا في الكومينتانغ، ويحمل رتبة عسكرية فريق أول، توفي في تايبيه، عن عمر يناهز 77 عاماً.

## روابط خارجية
- يان شيشان على موقع الموسوعة البريطانية (الإنجليزية)
- يان شيشان على موقع مونزينجر (الألمانية)